# Nils Fredrik Brahe
Nils Fredrik Brahe, född den 22 juli 1812 i Stockholm, död den 14 december 1850 i Stockholm, var en svensk greve, hovstallmästare och militär.

## Biografi
Nils Fredrik Brahe var son till Magnus Fredrik Brahe och Aurora Wilhelmina Koskull samt halvbror till Magnus Brahe.
Han utbildades enligt gamla adliga traditioner. Han studerade vid Uppsala universitet 1827–1831. Han läste romersk historia, tyska och franska och övade ridning, fäktning och dans. Efter studierna tjänstgjorde Brahe vid hovet. 1836 blev han hovstallmästare och fick i samband med detta disponera kung Karl XIV Johans villa Sirishov på Djurgården i Stockholm. Samma år gifte sig Brahe. 
När Nils Fredrik Brahes halvbror Magnus Brahe dog 1844 blev Nils Fredrik Brahe fideikommissarie på Skoklosters slott..
Han dog den 14 december 1850 i Stockholm, jordfästes i Klara kyrka den 28 december 1850 och gravsattes i familjens gravkapell i Östra Ryds kyrka.

### Familj
Brahe gifte sig 10 mars 1836 i Stockholm med grevinnan Hedvig Elisabet Maria Amalia Piper (1808–1886), som var dotter till greve Carl Claes Piper och friherrinnan Ebba Maria Ruuth. De fick tillsammans barnen Aurora Ebba Ulrika Amalia Brahe (1836–1836), Ebba Aurora Brahe (1838–1924) som var gift med riksmarskalken Fredrik von Essen, Nils Magnus Brahe (1839–1841), underkanslern Nils Claes Brahe (1841–1907), Ebba Ulrika Amalia (1842–1872) som var gift med överstekammarherren Conrad August von Rosen och underkanslern Magnus Brahe (1849–1930).